# Szamotuły (stacja kolejowa)
Szamotuły – stacja kolejowa w Szamotułach, w województwie wielkopolskim, w Polsce. Według klasyfikacji PKP ma kategorię dworca lokalnego.

## Ruch pasażerski
| Rok   | Wymiana roczna | Wymiana pasażerska na dobę | miejsce w Polsce |
| ----- | -------------- | -------------------------- | ---------------- |
| 2017. | 694 000        | 1 900                      |                  |
| 2018  | 657 000        | 1 800                      |                  |
| 2019. | 621 000        | 1 700                      |                  |
| 2020. |                | 700-999                    |                  |
| 2021. | 402 000        | 1 100                      |                  |
| 2022. |                | 1800                       |                  |

## Historia
11 sierpnia 1945 doszło na stacji do potyczki między żołnierzami sowieckimi, a funkcjonariuszami MO i UB. Do zdarzenia doszło w wyniku zachowania około 60-osobowej grupy Sowietów, którzy, całkowicie pijani, wywołali bijatykę z Polakami w pociągu z Poznania do Krzyża. Okradli też pasażerów pociągu z bagaży. Podczas wymiany ognia zginął jeden polski milicjant i kilku czerwonoarmistów. Kilku cywili zostało też rannych. Aresztowano 36 Sowietów, a reszta zbiegła ostrzeliwując się.
W 2019 w ramach modernizacji linii kolejowej nr 351 rozpoczęto remont stacji. 13 stycznia 2020 oddano do użytku nowy peron 3 (kierunek Krzyż) oraz zamknięto peron nr 2 (kierunek Poznań). Po zakończeniu wszystkich prac obecnie istniejące jednopoziomowe przejście przez tory do peronu nr 2 zostanie zastąpione ciągiem podziemnym oraz windą. Stacja zyska także zadaszenie peronów i system informacji pasażerskiej.